# Холо Ігор Миколайович
І́гор Микола́йович Хо́ло (9 вересня 1992, Олександрівка, Жашківський район, Черкаська область — 23 липня 2014, Харків) — український військовий, старший лейтенант, командир взводу снайперів 95-ї окремої аеромобільної бригади Високомобільних десантних військ Збройних Сил України.

## Біографія
Народився 9 вересня 1992 року в селі Олександрівка Жашківського району Черкаської області.
У 2009 році закінчив місцеву школу та вступив до Львівської академії сухопутних військ ім. Сагайдачного на аеромобільний факультет. У 2013 році закінчив навчання, отримав направлення в місто Житомир, у 95-ту аеромобільну бригаду, командиром взводу снайперів.
Із березня 2014 року перебував у зоні проведення антитерористичної операції на сході України. 20 липня зазнав чотирьох кульових поранень у груди внаслідок обстрілу блокпоста, що вчинили терористи під Лисичанськом на Луганщині.
Ось як згадує обставини того бою молодший сержант Костянтин Пендєлєєв, який служив у взводі, де командиром був Ігор Холо:
|  | Бій тривав кілька годин. Першим поранили мого командира — старшого лейтенанта Ігоря Хола, але він продовжував вести вогонь. Згодом автоматна куля влучила й у мене. Коли ж офіцер відчув, що непритомніє, то віддав мені свої набої від АК-74, а я відстрілювався до останнього патрону. |

Помер під час операції в харківському шпиталі 23 липня о 6-й годині ранку.
Похований у рідному селі Олександрівка.

## Нагороди, відзнаки та вшанування
- Орден Богдана Хмельницького III ступеня (посмертно) (14 листопада 2014) — за особисту мужність і героїзм, виявлені у захисті державного суверенітету та територіальної цілісності України, вірність військовій присязі[3]
- Почесна відзнака «За заслуги перед Черкащиною» (посмертно).[4]
- 22 жовтня 2014 року в Олександрівській загальноосвітній школі Жашківського району встановлено меморіальну дошку полеглому воїну Ігору Холу.[5]
- На честь героя перейменовано вулицю Леніна в с. Олександрівка, Жашківського району, Черкаської області.